# 弗里茨·鲍尔
弗里茨·鲍尔（德語：Fritz Bauer，1906年6月23日—1992年9月19日），德国男子赛艇运动员。他曾代表德国参加1928年、1932年和1936年夏季奥林匹克运动会赛艇比赛，获得一枚金牌。